# Senior

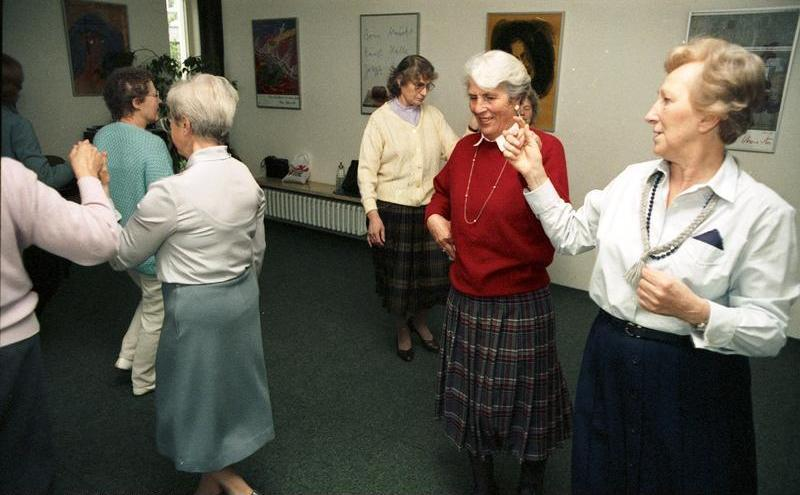
Altenbegegnungsstätte in Bad Godesberg (1989)

Senior bezeichnet einen älteren Menschen, beispielsweise im Rentenalter oder Ruheständler. Ferner wird ein Ältester in einem Kreis, Kollegium oder Ähnlichem als Senior bezeichnet. Als gesellschaftliche Gruppe sind Senioren unter anderem als Zielgruppe des Marketings relevant, die mit Schlagworten wie Best Ager belegt werden.
Auf kommunaler Ebene werden Senioren von Seniorenvertretungen, ein Oberbegriff für Seniorenräte, Seniorenbeiräte, Seniorenbeauftragte, vertreten. Als Bindeglied zwischen Politik, Verwaltung und älteren Menschen ermöglichen und sichern sie die Teilhabe älterer Menschen an gesellschaftlichen Aktivitäten.

## Begriffsgeschichte
Die Bezeichnung Senior, von lateinisch senior ‚älter‘, hatte ursprünglich eine fachspezifische Bedeutung, meinte den „Älteren“ in einem Familienverband (als Gegensatz zum Junior), den „Ältesten“ einer kirchlichen Gemeinschaft oder die sogenannten „Alten Herren“ der studentischen Korporationen. Ältere deutschsprachige Wörterbücher definieren Senior ausschließlich in dieser spezifischen Bedeutung. Als Namenszusatz erscheint senior hinter dem Namen und dann meist abgekürzt als „sen.“ zur Unterscheidung der älteren von jüngeren sonst gleichnamigen Verwandten. Im Deutschen und im britischen Englisch („Snr“) wird der Zusatz nicht durch Komma abgetrennt, im amerikanischen Englisch („Sr.“) kann ein Komma gesetzt werden.
Übernommen wurde die Bezeichnung Senior bereits im 14. Jahrhundert aus dem Lateinischen senior für Ältere, Älteste, Altmeister, Vater (im Verhältnis zum Sohn), älterer oder alter Mensch und bezeichnete als Gegenwort zu Junior einen erwachsenen, reifen Mann von etwa 45 bis 60 Jahren. Er stellt einen Komparativ zu lat. senex (Gen. senis, senicis) ‚alt, bejahrt, das wiederum für der Alte, Greis, Mann über 60 Jahre‘ substantiviert wurde (vgl. Seneschall). Seit dem 18. Jahrhundert wurde Senior für das ‚Oberhaupt (der Familie), Altmeister‘ geläufig, in der Kaufmannssprache auch für ‚älterer Teilhaber, Geschäftspartner‘. Im Freizeit- und Leistungssport wird heute ein dem Jugendalter entwachsener „älterer Sportler“ als Senior bezeichnet (Seniorensport).
In den 1970er Jahren erlebt der Ausdruck eine semantische Verschiebung und wird zur generellen Bezeichnung der Angehörigen des „hohen“ Lebensalters. Dabei scheint bei diesem Bedeutungswandel im deutschen Sprachraum die BRD vorangegangen zu sein, wohingegen der den Sprachgebrauch in der DDR repräsentierende Leipziger Duden von 1967 noch die traditionelle Definition verzeichnet. Der Bedeutungswandel, nach den Kategorien der Semantik eine sogenannte „Bedeutungserweiterung“, hat einen euphemistischen Hintergrund. „Senior“, meist in der Pluralform „Senioren“ gebraucht, soll den weitgehend negativ besetzten Begriff der „Alten“ ersetzen und aufwerten.
Der Begriff entspricht damit dem vorherrschenden, durch Konsumorientierung und Marketing geprägten Verständnis älterer Menschen in der modernen Freizeitgesellschaft. Terminologische Umbenennungen („Seniorenheim“ oder „Seniorenresidenz“ statt „Altersheim“) oder sprachliche Neologismen („Seniorenreisen“, „Seniorenteller“, „Seniorenticket“, „Seniorentreff“) gehen in die gleiche Richtung.